# ستيف أندرياس
ستيف أندرياس (بالإنجليزية: Steve Andreas)‏ هو عالم نفس وكاتب أمريكي، ولد في 14 نوفمبر 1935، وتوفي في 7 سبتمبر 2018.